# Методи змішаного витіснення нафти
Методи змішаного витіснення нафти (рос. методы смешанного вытеснения нефти; англ. methods of miscible displacement of reservoir oil; нім. Erdölmischphasenflutverfahren n pl) — методи діяння на нафтовий пласт, що основані на взаємній розчинності нагнітального аґента і пластової нафти на фронті витіснення і забезпечують збільшення коефіцієнта нафтовилучення завдяки усуненню дії капілярних сил.